# Tyra Olin
Tyra Olin, född 19 februari 2001, är en svensk skådespelare.
Olin har bland annat medverkat i TV-serierna Det som göms i snö (2018–2021) och Gåsmamman (2019–2022). Hon har även medverkat i filmen Stammisar från 2022.

## Filmografi (i urval)
- 2013 – Den som söker
- 2016 – 6A
- 2018–2021 – Det som göms i snö (TV-serie)
- 2015–2022 – Gåsmamman (TV-serie)
- 2022 – Stammisar